# Xylohyphopsis lignicola
Xylohyphopsis lignicola är en svampart som först beskrevs av B. Sutton, och fick sitt nu gällande namn av W.A. Baker & Partr. 2000. Xylohyphopsis lignicola ingår i släktet Xylohyphopsis, divisionen sporsäcksvampar och riket svampar.   Inga underarter finns listade i Catalogue of Life.